# Mouser
Mouser is een computerspel dat in 1983 uitkwam als arcadespel. Het werd geporteerd naar de MSX door Sony.

## Plot
Mouser was UPL's antwoord op Nintendo's Donkey Kong. Tom, de protagonist van het spel is een kat die zijn vriendin moet redden van een bende muizen. Zijn vriendin wordt gevangen gehouden aan de top van een serie platformen. Voordat Tom de top kan bereiken moet de speler eerst een aantal muizen hebben gevangen, daarna zal een ladder naar de top verschijnen. De muizen zullen de speler hinderen door voorwerpen te gooien, zoals bommen, steeksleutels, bloempotten en andere obstakels. Onderweg naar boven kunnen speciale items zoals vissen gepakt worden, voor extra snelheid en punten.

## Arcadeversie
UPL Co. Ltd heeft Mouser uitgebracht als arcadeversie in februari 1983 en werd ontworpen en geprogrammeerd door Ryuichi Nishizawa. De hardware voor deze arcadeversie bestaat uit twee Zilog Z80-processors en twee General Instrument AY-3-8910-geluidschips. Het beeldscherm staat in een verticale positie, zodat er meer platformen zijn te beklimmen dan in de MSX-versie.

## Trivia
- Mouser is het eerste spel dat UPL uitbracht.[3]
- Er is in 1983 een gelijknamig spel uitgebracht door IBM, over een kat die blokken op muizen moet schuiven.[5][6]
- De melodie in het spel heet "Turkey in the Straw" en is een oud Amerikaanse volksmelodie.[7]
- Ryuichi Nishizawa startte later met Michishito Ishizuka het bedrijf Westone, onder andere bekend van de Wonderboy-serie.[8]